# Среднедунайская низменность
Среднедуна́йская ни́зменность, также Среднедунайская равни́на, Тисо-Дунайская низменность, Паннонская равнина (хорв. Panonska nizina, чеш. Panonská pánev, венг. Kárpát-medence, словац. Panónska panva, нем. Pannonische Tiefebene, рум. Câmpia Panonică, укр. Тисо-Дунайська низовина, серб. Панонска низија, словен. Panonska nižina, босн. Panonska nizija) — равнина в бассейне среднего течения реки Дунай, в границах Венгрии (большая часть), Словакии, Сербии, Румынии, Хорватии и Австрии; на северо-востоке заходит на территорию Закарпатской области Украины. Площадь — около 200 тыс. км².

## География
Представляет собой межгорную тектоническую низменность, окружённую Альпами, Карпатами, Динарским нагорьем и горами Восточной Сербии. Высота — 100—200 м.
Часть к востоку от Дуная, называемая Альфёльд — плоская равнина, примечательная своими пустами Хортобадь (крупнейшая степь Центральной Европы, эксклав евразийских степей). В Задунайском крае (на запад от Дуная) поверхность слабохолмистая, с отдельными изолированными горами средней высоты (так называемое Задунайское среднегорье, высотой до 757 м). На северо-западе — Кишалфёльд, большая часть которого представляет собой конус выноса Прадуная. В состав Среднедунайской низменности входят также Загребский бассейн (на юго-западе) и долины рек Драва и Сава на юге. На Среднедунайской низменности находится озеро Балатон.
Встречаются месторождения бокситов (Гант, Искасентдьердь в Венгрии), нефти, газа, бурого угля.
Климат умеренный, континентальный, на востоке засушливый. Средняя температура января — −1 °C −2 °C, в июле — 20-22°С. Осадки — 500—600 мм, в горах — до 900 мм в год.
Преимущественно встречаются чернозёмы и аллювиальные грунты, на востоке местами засоленные. 70-80 % территории Среднедунайской низменности возделывается (посевы пшеницы, кукурузы, сады, виноградники). Присутствуют незначительные участки лесостепей (главным образом в горах и предгорьях). Среднедунайская низменность густо населена; наиболее крупные города — Будапешт (Венгрия), Загреб (Хорватия), Братислава (Словакия), Тимишоара (Румыния), Нови Сад (Сербия), Ужгород (Украина).

## Паннонское море
Среднедунайская низменность является поднявшимся дном существовавшего в период плиоцена Паннонского моря. Ряд гор (например, гряда Фрушка-Гора в Сербии) представляли собой в прошлом острова в Паннонском море.